# MegaBox

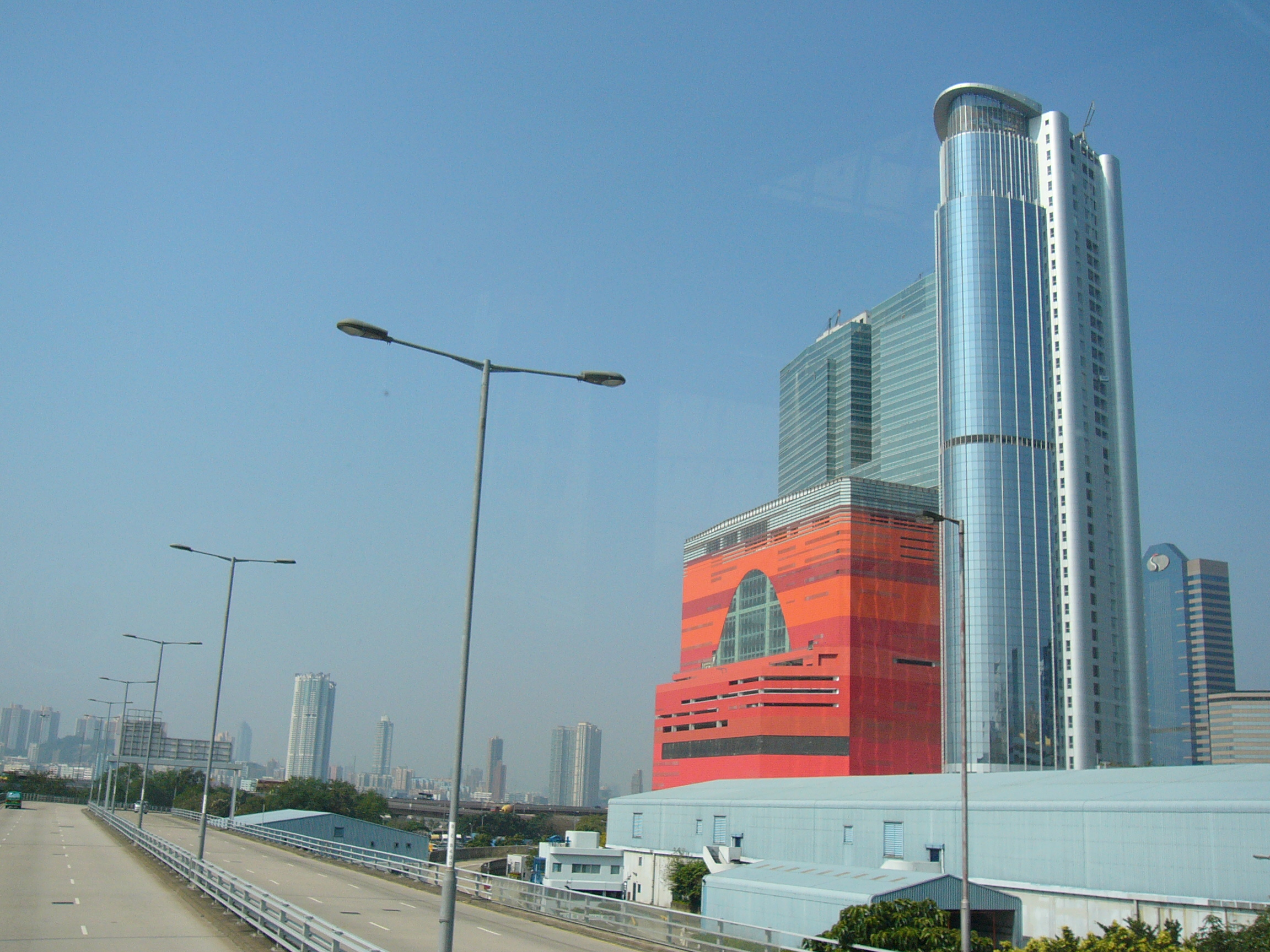

MegaBox is een groot Hongkongs winkelcentrum en is onderdeel van Enterprise Square Five shopping and office complex. Het ligt aan de 38 Wang Chiu Road, Kowloon Bay, Kowloon en ligt op tien minuten loopafstand van MTR Kowloon Bay Station. Het gebouw heeft negentien verdiepingen en een totale oppervlakte van 100.000 m². Het is het grootste winkelcentrum van Oost-Kowloon en het grootste Hongkongse blokgebouw.
In het winkelcentrum zijn winkels, restaurants, een schaatsbaan, een theater en een parkeergarage met duizend parkeerplaatsen.